# پتاسیوم سوپر اکسید
پتاسیوم سوپر اکسید یک ترکیب شیمیایی با فرمول شیمیایی KO2 است.